# 曲率形式
微分几何中，曲率形式（curvature form）描述了主丛上的联络的曲率。它可以看作是黎曼几何中的曲率张量的替代或是推广。

## 定义
令 G 为一个李群，记 G 的李代数为 {\displaystyle g}。设 {\displaystyle E\to B} 为一个主 G-丛。令 {\displaystyle \omega } 表示 E 上一个埃雷斯曼联络（它是一个E上的 g-值 1-形式）。
那么曲率形式就是 E 上的 g-值 2-形式，定义为
{\displaystyle \Omega =d\omega +{1 \over 2}[\omega ,\omega ]=D\omega .}
这里 {\displaystyle d} 表示标准外导数，{\displaystyle [*,*]} 是李括号，而 D 表示外共变导数。或者说
{\displaystyle \Omega (X,Y)=d\omega (X,Y)+[\omega (X),\omega (Y)].}

### 向量丛上的曲率形式
若 {\displaystyle E\to B} 是一个纤维丛，其结构群为 G，我们可以在相伴的主 G-丛上重复同样的定义。
若 {\displaystyle E\to B} 是一个向量丛则我们可以把 {\displaystyle \omega } 看作是 1-形式的矩阵，则上面的公式取如下形式：
{\displaystyle \Omega =d\omega +\omega \wedge \omega ,}
其中 {\displaystyle \wedge } 是楔积。更准确地讲，若 {\displaystyle \omega _{j}^{i}} 和 {\displaystyle \Omega _{j}^{i}} 分别代表 {\displaystyle \omega } 和 {\displaystyle \Omega } 的分量（所以每个 {\displaystyle \omega _{j}^{i}} 是一个通常的 1-形式而每个 {\displaystyle \Omega _{j}^{i}} 是一个普通的2-形式），则
{\displaystyle \Omega _{j}^{i}=d\omega _{j}^{i}+\sum _{k}\omega _{k}^{i}\wedge \omega _{j}^{k}.}
例如，黎曼流形的切丛，我们有 {\displaystyle O(n)} 作为结构群而 {\displaystyle \Omega _{}^{}} 是在 {\displaystyle o(n)} 中取值的 2-形式（给定标准正交基，可以视为反对称矩阵）。在这种情况，{\displaystyle \Omega _{}^{}} 是曲率张量的一种替换表述，也就是在曲率张量的标准表示中，我们有
{\displaystyle R(X,Y)Z=\Omega _{}^{}(X\wedge Y)Z.}
上式使用了黎曼曲率张量标准记号。

## 比安基恒等式
如果 {\displaystyle \theta } 是标架丛上的典范向量值 1-形式，联络形式 ω 的挠率 {\displaystyle \Theta } 是由结构方程定义的向量值 2-形式：
{\displaystyle \Theta =d\theta +\omega \wedge \theta =D\theta ,}
这里 D 代表外共变导数。
第一比安基恒等式（对于标架丛的有挠率联络）取以下形式
{\displaystyle D\Theta =\Omega \wedge \theta ={1 \over 2}[\Omega ,\theta ]\ ,}
第二比安基恒等式对于一般有联络的丛成立，并有如下形式
{\displaystyle D\Omega =0\ .}

## 参看
- 联络 (主丛)
- 陈-西蒙斯形式（Chern-Simons form）
- 黎曼流形的曲率
- 规范场论